# فرانسيس سكوت كي
فرنسيس سكوت كي (بالإنجليزية: Francis Scott Key)‏ هو كاتب ومؤلف النشيد الوطني الأمريكي.

## نبذه عن حياته
ولد فرنسيس سكوت في (1 أغسطس عام 1779) هو الكتاب والشاعر فرنسيس سكوت كي بالإضافة الي هوايته كشاعر كان يعمل محاميا بالولايات المتحدة الأمريكية في مقاطعة كولومبيا

## أبرز أعماله

### النشيد الوطني للولايات المتحدة
ألفه فرانسيس سكوت النشيد الوطني للولايات المتحدة عام 1814 وتم إعتماد القصيدة كنشيد وطني عام 1931

## روابط خارجية
- فرانسيس سكوت كي على موقع IMDb (الإنجليزية)
- فرانسيس سكوت كي على موقع الموسوعة البريطانية (الإنجليزية)
- فرانسيس سكوت كي على موقع ميوزك برينز (الإنجليزية)
- فرانسيس سكوت كي على موقع قاعدة بيانات برودواي على الإنترنت (الإنجليزية)
- فرانسيس سكوت كي على موقع إن إن دي بي (الإنجليزية)
- فرانسيس سكوت كي على موقع أول ميوزيك (الإنجليزية)
- فرانسيس سكوت كي على موقع ديسكوغز (الإنجليزية)